# Walpole Cross Keys
Walpole Cross Keys is een civil parish in het bestuurlijke gebied King's Lynn en West Norfolk, in het Engelse graafschap Norfolk met 518 inwoners.